# Корбозеро (озеро, Пудожский район)
Корбозеро, Кербозеро — пресноводное озеро на территории Кривецкого сельского поселения Пудожского района Республики Карелии.

## Общие сведения
Площадь озера — 2,3 км², площадь водосборного бассейна — 170 км². Располагается на высоте 113,8 метров над уровнем моря.
Форма озера треугольная, продолговатая: оно почти на два километра вытянуто с юго-запада на северо-восток. Берега каменисто-песчаные, местами заболоченные.
Через озеро течёт река Корба, впадающая в Салмозеро — исток реки Пизьмы, притока реки Водлы, впадающей в Онежское озеро.
В озере расположены четыре острова различной площади, три из которых имеют названия: Большой, Малый и Нера.
На северном берегу Корбозера расположена деревня Стешевская, к которой подходит дорога местного значения.
Код объекта в государственном водном реестре — 01040100411102000019397.